# Haley Stevens
Pour les articles homonymes, voir Stevens.
Haley Stevens, née le 24 juin 1983, est une femme politique américaine. 
Membre du Parti démocrate, elle est élue pour représenter le Michigan à la Chambre des représentants des États-Unis en novembre 2018. Elle entre en fonction le 3 janvier 2019.
Elle est réélue en 2020. En raison de sa perte de population le Michigan perd un siège à la chambre des représentants des États-Unis. Le redécoupage électoral la place elle et son collège Andy Levin dans le même district, le onzième du Michigan,. Elle le bat lors de la primaire démocrate avec 59,9 % de voix contre 40,1 % pour Andy Levin. Elle bat ensuite le nommé républicain  Mark Ambrose, lors de l'élection générale avec 61,3 % des voix.
Le 22 avril 2025, elle annonce qu'elle sera candidate aux élections sénatoriales de 2026 pour le siège du démocrate Gary Peters, qui ne se représente pas.